# Bihari Vörös Újság
Bihari Vörös Újság politikai hetilap. 1919. június 5. és június 26. között jelent meg "A Bihari Vörös Ezred lapja" alcímmel. Cikkei a proletárdiktatúra szellemében mozgósították a tömegeket. A példányok fotokópiáját Kolozsvárt a Párttörténeti Intézet fiókja őrizte.